# Antoni Perulles i Estivill
Antoni Perulles i Estivill (Cornudella de Montsant, 5 de maig de 1892 - el Molar, prop de Marçà, 12 de maig de 1936) fou un sacerdot, mort màrtir en començar la Guerra civil espanyola. És venerat com a beat per l'Església catòlica.

## Biografia
Nascut a Cornudella, va estudiar al Col·legi de Sant Josep de Tortosa i al seminari de Tortosa. En acabar el quart curs, va ingressar a la Fraternitat dels Sacerdots Operaris Diocesans del Sagrat Cor de Jesús. Va continuar al col·legi de San José de Burgos (1916-1924), on fou ordenat sacerdot el 20 de desembre de 1916, i al seminari d'aquesta ciutat (1924-1929). De nou al col·legi de San José, en fou vicerector entre 1929 i 1932, quan fou traslladat al seminari d'Oriola, d'on fou nomenat rector en 1933. Tenia fama de savi, humil i sacrificat.
En començar la Guerra civil espanyola i durant la persecució de religiosos era a Catalunya, on havia anat a visitar la seva família. S'amagà durant vuit dies al camp, però fou apresat i morí afusellat prop de Marçà, a la carretera del Molar, el 12 d'agost de 1936.
El papa Joan Pau II el va beatificar l'1 d'octubre de 1995 juntament amb 27 màrtirs més de la Guerra Civil.